# Вокзальна площа (Київ)
У Вікіпедії є статті про інші площі з назвою Вокзальна площа
Вокза́льна пло́ща — площа у Солом'янському районі міста Києва. Розташована між вулицею Симона Петлюри та Центральним залізничним вокзалом.
До площі прилучається проїзд до вулиці Гетьмана Павла Скоропадського. Пішохідними галереями площа сполучена з вулицями Скомороською й Старовокзальною та підземним переходом — з вулицею Митрополита Василя Липківського.

## Історія
Площа утворена у 1868–1870 роках, в ході побудови залізничного вокзалу.
В подальшому площа була дещо перебудована, при спорудженні обхідної колії до станції Київ-Товарний під площею прокладені залізничні колії у 1907 році, одночасно з перенесенням товарної станції до урочища Протасів Яр.
У 1930-х роках на площі споруджено будівлю Привокзального поштамту (нині — будівля № 3), а після Другої світової війни — будівлю Приміського вокзалу.
У 1986 році зведений залізобетонний надземний пішохідний міст.
У 2001 році, в ході реконструкції Центрального вокзалу станції Київ-Пасажирський, перебудовані залізничні північні платформи, зведено приміщення нового Приміського вокзалу,  острівну платформу, подовжено існуючу бічну платформу, прокладені дві тупикові колії. Через північні платформи курсують приміські та вантажні поїзди. Рік відкриття зупинного пункту достеменно невідомий, проте імовірно, що це відбулося вже у повоєнну добу, у 1940-х роках.
З 4 жовтня 2011 року платформа Вокзальна (до 2024 року — Північна) — одна із зупинок міської електрички.

## Перспективи реконструкції
У липні 2019 року заплановано розпочати роботи щодо реконструкції Вокзальної площі. Передбачено зробити площу найбільш зручною для пасажирів: розширити пішохідний простір, зони тротуарів та оптимізувати логістику з громадським транспортом. Одразу після цього «Укрзалізниця» планує об'єднати Центральний та Приміський вокзали у єдиний комплекс із інтеграцією до системи міського громадського транспорту, зокрема швидкісного трамвая.
16 квітня 2024 року в Києві відбулась презентація проєкту реорганізації руху на Вокзальній площі, який передбачає зменшення кількості наявних конфліктних точок між автомобілями, громадським транспортом та пішоходами, що зменшить затримки транспорту майже на 40%:
- замість розширення парковки передбачено збільшення кількості дерев та озеленення;
- покращення пішохідної доступності зеленої зони;
- облаштування одно- або двосторонні велосмуги, захищеною парковкою.

Всі зміни заплановані відбуватись в рамках поточного ремонту, знаків і розмітки, і будуть існувати як тимчасові до початку реконструкції Вокзальної площі з будівництвом трамвайної лінії, що передбачено відповідним розпорядженням мера.
15 червня 2024 року на Вокзальній площі розпочали демонтаж ресторану «McDonald's». Передбачається, що наприкінці осені 2024 року, після реконструкції, жителі та гості столиці будуть мати змогу відвідати заклад з оновленим дизайном, розрахований на 193 місця, а також відкриється тераса на 88 місць. Також у новому McDonald's вперше обладнають 11 терміналів самооблуговування. McDonald's на Центральному вокзалі столиці стане першим закладом української мережі, який буде мати ліфт між першим та другим поверхом.

## Міський транспорт
1892 року до площі було прокладено трамвайну колію, що сполучала Хрещатик із вокзалом (лінія проіснувала до 1996 року).
У 1937 році до Вокзальної площі прокладена тролейбусна лінія, що сполучила вокзал з Хрещатиком.
6 листопада 1960 року на Вокзальній площі відкрита станція метро   «Вокзальна», в складі першої черги будівництва Святошинсько-Броварській лінії, яка є однією з найбільш завантажених станцій київського метрополітену.